# Pipino Cuevas
Pipino Isidro Cuevas González (nació el 27 de diciembre, de 1957 en Santo Tomás  Hidalgo es un excampeón mundial de boxeo en la división de peso wélter. Poseedor de un poder de puños impresionante, ganando muchos de sus combates antes del límite.

## Carrera profesional
Cuevas se convirtió en profesional a los 14 años, Ganó sólo siete de sus doce primeros episodios, pero finalmente logró una racha de ocho victorias consecutivas antes de perder contra el Halcón Andy Pryce. El 17 de julio de 1976, recibió una oportunidad para disputar en la AMB el título de peso wélter contra el campeón mundial de Puerto Rico el Cholo Ángel Espada. Cuevas se logró una inesperada victoria al noquear al tres veces campeón en el segundo asalto, en donde Angel Espada terminó fracturado de la mandíbula. Cuevas luego defendió su título contra el japonés  Shoji Tsujimoto.
Uno de los mayores triunfos de su carrera fue contra el argentino Miguel Ángel Campanino, que se jactaba de un impresionante récord (84-4-4), incluyendo una racha ganadora de 32 victorias en línea. Una vez más, Pipino noqueó a su rival antes del final de la segunda ronda. Tito Lectoure el promotor argentino hizo el comentario: "Nunca antes había visto que con un solo golpe se noqueara a un boxeador tan capacitado como Campanino".
El 8 de junio de 1977, se enfrentó al veterano Clyde Gray, que sólo había sido noqueado dos veces en toda su carrera que incluía cincuenta y ocho victorias. Una vez más, Cuevas lo noqueó en el segundo round. 
Unos meses más tarde, Cuevas regresó al ring para una revancha contra Espada. Esta vez Cuevas venció a Espada en el undécimo asalto después de que sufrió una fractura de mandíbula. 
El 4 de marzo de 1978, se deshizo de Harold Weston y en el noveno asalto después de que Weston también sufrió una fractura de mandíbula. Cuevas luego derrotó al excampeón Billy Backus aquel que en 1970 en Syracuse New York había derrotado a José Ángel "Mantequilla" Nápoles por el campeonato mundial wélter, en el 4° round. El 9 de septiembre de 1978, Pipino derrotó al favorito local Pete Ranzany (40-2-1) en Sacramento, California a través de un nocaut en el segundo round. Derrotó también a Scott Clark (28-1-0) con otro nocaut en el segundo round. La próxima defensa del título de Cuevas fue una victoria por decisión unánime ante Randy Shields (33-5-1). El 8 de diciembre de 1979, se enfrentó a Espada por tercera vez, siendo detenida la pelea en el décimo asalto. Cuevas luego derrotó al campeón nacional sudafricano Harold Volbrecht por nocaut en el quinto round.

## Pérdida del título
Cuevas finalmente perdió su título en 1980 contra el invicto y héroe local Thomas Hearns la Cobra de Detroit. Hearns era mucho más alto y fue capaz de utilizar su alcance para su ventaja mientras mantenía a Cuevas a la distancia y lo noqueó en el segundo round. El talento de Cuevas comenzó a declinar después de esa derrota, el oponente más notable al que se enfrentó fue el panameño Roberto Durán, "Manos de Piedra" quien lo noqueó en el cuarto round en la primavera de 1983. También perdió ante el exretador al título mundial junio Hwang Sok- y ante los futuros excampeones del mundo Jorge Vaca y Lupe Aquino antes de retirarse en 1989.
Pipino Cuevas terminó con un récord de 35 victorias, 15 derrotas, 0 empates, con 31 nocauts. Luchó durante un período en donde se destacan un gran número de peleadores inusuales de peso wélter como: Sugar Ray Leonard, Wilfred Benítez, Carlos Palomino, Thomas Hearns, Marvin Hagler y Roberto Durán. Cuevas defendió con éxito su título wélter en once veces en un lapso de cuatro años. Durante su reinado de terror como campeón, Cuevas peleó en contra de lo mejor que ha habido en el boxeo. En total, los adversarios que enfrentó a lo largo de su carrera tuvo un récord combinado de 505-70-29. En 2003, The Ring ubicó a Cuevas como el boxeador número 31 en su lista de los 100 más grandes boxeadores de todos los tiempos. En 2002 Cuevas fue elegido como miembro del Salón Internacional de la Fama del Boxeo.

## Retiro
Cuevas es el dueño de un restaurante y una empresa de seguridad en Ciudad de México. En un momento de su carrera, también fue el propietario de un complejo deportivo. La mayoría de la gente probablemente lo conoce por su apodo Pipino, que es mucho más utilizado para referirse a él de lo que José por los comentaristas de lucha y escritores de revistas. 
En una de sus entrevistas en programas deportivas mexicanos mostró en una ocasión diamantes incrustados en los dientes frontales.
Cuevas se metió en problemas con la ley en 2001, cuando fue acusado de crimen organizado en México, en relación con un alcalde mexicano. Pero fue declarado inocente en 2002. 
Su récord como boxeador fue de 35 victorias y 15 derrotas, con 31 victorias por nocaut.

## Récord profesional en boxeo
| 35 Victorias (31 nocauts, 4 decisiones), 15 Derrotas (6 nocauts, 9 decisiones) |        |                        |      |         |            |                                                                |                                                                            |
| Resultado.                                                                     | Récord | Oponente               | Tipo | Round   | Fecha      | Lugar                                                          | Nota                                                                       |
| Derrota                                                                        | 35–15  | Lupe Aquino            | KO   | 2 (10)  | 1989-09-25 | Tijuana, México                                                |                                                                            |
| Victoria                                                                       | 35–14  | Martín Martínez        | KO   | 1 (10)  | 1989-07-31 | Tijuana, México                                                |                                                                            |
| Victoria                                                                       | 34–14  | Francisco Carballo     | KO   | 4 (10)  | 1989-05-29 | Tijuana, México                                                |                                                                            |
| Victoria                                                                       | 33–14  | Daniel Valenzuela      | KO   | 6 (10)  | 1987-07-25 | México, D. F., México                                          |                                                                            |
| Derrota                                                                        | 32–14  | Jorge Vaca             | KO   | 2 (10)  | 1986-12-19 | Guadalajara, Jalisco, México                                   |                                                                            |
| Derrota                                                                        | 32–13  | Lorenzo Luis García    | MD   | 10      | 1986-10-04 | Salta, Salta, Argentina                                        |                                                                            |
| Victoria                                                                       | 32–12  | Luis Mateo             | TKO  | 3 (10)  | 1986-07-25 | UIC Pavilion, Chicago, Illinois, Estados Unidos                |                                                                            |
| Derrota                                                                        | 31–12  | Steve Little           | MD   | 10      | 1986-03-03 | Sacramento, California, Estados Unidos                         |                                                                            |
| Victoria                                                                       | 31–11  | Felipe Vaca            | UD   | 4       | 1986-02-25 | Forum Inglewood, California, Estados Unidos                    |                                                                            |
| Derrota                                                                        | 30–11  | Herman Montes          | KO   | 3 (10)  | 1985-03-07 | Los Angeles Memorial Coliseum, Los Ángeles, Estados Unidos     |                                                                            |
| Derrota                                                                        | 30–10  | Jun-Suk Hwang          | MD   | 10      | 1984-07-12 | Los Angeles Memorial Coliseum, Los Ángeles, Estados Unidos     |                                                                            |
| Victoria                                                                       | 30–9   | Mauricio Bravo         | TKO  | 1 (10)  | 1984-03-01 | Los Angeles Memorial Coliseum, Los Ángeles, Estados Unidos     |                                                                            |
| Derrota                                                                        | 29–9   | Roberto Duran          | TKO  | 4 (12)  | 1983-01-29 | Los Angeles Memorial Sports Arena, Los Ángeles, Estados Unidos |                                                                            |
| Derrota                                                                        | 29–8   | Roger Stafford         | UD   | 10      | 1981-11-07 | Hacienda Hotel, Las Vegas, Nevada, Estados Unidos              | Sorpresa del Año 1981 Revista The Ring                                     |
| Victoria                                                                       | 29–7   | Jørgen Hansen          | TKO  | 1 (10)  | 1981-06-25 | Astrodome, Houston, Texas, Estados Unidos                      |                                                                            |
| Victoria                                                                       | 28–7   | Bernardo Prada         | KO   | 2 (10)  | 1981-02-07 | Los Angeles Memorial Coliseum, Los Ángeles, Estados Unidos     |                                                                            |
| Derrota                                                                        | 27–7   | Thomas Hearns          | TKO  | 2 (15)  | 1980-08-02 | Joe Louis Arena, Detroit, Michigan, Estados Unidos             | Perdió el título mundial Peso wélter de la AMB                             |
| Victoria                                                                       | 27–6   | Harold Volbrecht       | KO   | 5 (15)  | 1980-04-06 | Astro Arena, Houston, Texas, Estados Unidos                    | Retuvo el título mundial Peso wélter de la AMB                             |
| Victoria                                                                       | 26–6   | Angel Espada           | TKO  | 10 (15) | 1979-12-08 | Los Angeles Memorial Sports Arena, Los Ángeles, Estados Unidos | Retuvo el título mundial Peso wélter de la AMB                             |
| Victoria                                                                       | 25–6   | Randy Shields          | UD   | 15      | 1979-07-30 | International Amphitheatre, Chicago, Illinois, Estados Unidos  | Retuvo el título mundial Peso wélter de la AMB                             |
| Victoria                                                                       | 24–6   | Scott Clark            | TKO  | 2 (15)  | 1979-01-29 | Forum Inglewood, California, Estados Unidos                    | Retuvo el título mundial Peso wélter de la AMB                             |
| Victoria                                                                       | 23–6   | Pete Ranzany           | TKO  | 2 (15)  | 1978-09-09 | Hughes Arena, Sacramento, California, Estados Unidos           | Retuvo el título mundial Peso wélter de la AMB                             |
| Victoria                                                                       | 22–6   | Billy Backus           | TKO  | 2 (15)  | 1978-05-20 | Forum Inglewood, California, Estados Unidos                    | Retuvo el título mundial Peso wélter de la AMB                             |
| Victoria                                                                       | 21–6   | Harold Weston          | TKO  | 9 (15)  | 1978-03-04 | Los Angeles Memorial Coliseum, Los Ángeles, Estados Unidos     | Retuvo el título mundial Peso wélter de la AMB                             |
| Victoria                                                                       | 20–6   | Angel Espada           | TKO  | 12 (15) | 1977-11-19 | Coliseo Roberto Clemente, San Juan, Puerto Rico                | Retuvo el título mundial Peso wélter de la AMB                             |
| Victoria                                                                       | 19–6   | Clyde Gray             | KO   | 2 (15)  | 1977-08-06 | Los Angeles Memorial Coliseum, Los Ángeles, Estados Unidos     | Retuvo el título mundial Peso wélter de la AMB                             |
| Victoria                                                                       | 18–6   | Miguel Ángel Campanino | KO   | 2 (15)  | 1977-03-12 | Arena México, México, D. F., México                            | Retuvo el título mundial Peso wélter de la AMB                             |
| Victoria                                                                       | 17–6   | Shoji Tsujimoto        | KO   | 6 (15)  | 1976-10-27 | Jissen Rinri Hall, Kanazawa, prefectura de Ishikawa, Japón     | Retuvo el título mundial Peso wélter de la AMB                             |
| Victoria                                                                       | 16–6   | Angel Espada           | TKO  | 2 (15)  | 1976-07-17 | Plaza de Toros Calafia, Mexicali, Baja California, México      | Conquistó el título mundial Peso wélter de la AMB                          |
| Derrota                                                                        | 15–6   | Andy Price             | UD   | 10      | 1976-06-02 | Los Angeles Memorial Sports Arena, Los Ángeles, Estados Unidos |                                                                            |
| Victoria                                                                       | 15–5   | Rafael Piamonte        | KO   | 1 (10)  | 1976-04-03 | Plaza de Toros Calafia, Mexicali, Baja California, México      |                                                                            |
| Victoria                                                                       | 14–5   | Jose Palacios          | KO   | 10 (12) | 1975-09-27 | Arena México, México, D. F., México                            | Conquistó el título México Peso wélter de la Campeón de México peso wélter |
| Victoria                                                                       | 13–5   | Carlos Obregon         | UD   | 10      | 1975-07-12 | Palacio de los Deportes, México, D. F., México                 |                                                                            |
| Victoria                                                                       | 12–5   | Ruben Vázquez Zamora   | UD   | 10      | 1975-01-25 | Arena México, México, D. F., México                            |                                                                            |
| Victoria                                                                       | 11–5   | Sammy García           | KO   | 3 (10)  | 1974-10-26 | México, D. F., México                                          |                                                                            |
| Victoria                                                                       | 10–5   | José Luis Pena         | KO   | 1 (10)  | 1974-08-21 | Arena Coliseo, México, D. F., México                           |                                                                            |
| Victoria                                                                       | 9–5    | Sugar Sanders          | TKO  | 1 (10)  | 1974-06-12 | México, D. F., México                                          |                                                                            |
| Victoria                                                                       | 8–5    | Salvador Ruvalcaba     | KO   | 1 (10)  | 1974-05-11 | México, D. F., México                                          |                                                                            |
| Derrota                                                                        | 7–5    | Eleazar Delgado        | MD   | 10      | 1973-11-24 | México, D. F., México                                          |                                                                            |
| Victoria                                                                       | 7–4    | Octavio Amparan        | TKO  | 7 (10)  | 1973-10-06 | Arena Coliseo, México, D. F., México                           |                                                                            |
| Victoria                                                                       | 6–4    | Jose Figueroa          | TKO  | 3 (10)  | 1973-08-04 | México, D. F., México                                          |                                                                            |
| Derrota                                                                        | 5–4    | Memo Cruz              | UD   | 10      | 1973-05-13 | México, D. F., México                                          |                                                                            |
| Victoria                                                                       | 5–3    | Sergio Alejo           | KO   | 4 (8)   | 1973-03-01 | México, D. F., México                                          |                                                                            |
| Victoria                                                                       | 4–3    | Raul Martínez          | KO   | 1 (8)   | 1972-12-07 | México, D. F., México                                          |                                                                            |
| Derrota                                                                        | 3–3    | Juan Pablo Oropeza     | MD   | 8       | 1972-08-19 | Campeche, Campeche, México                                     |                                                                            |
| Victoria                                                                       | 3–2    | Pancho Benítez         | TKO  | 2 (8)   | 1972-06-22 | México, D. F., México                                          |                                                                            |
| Victoria                                                                       | 2–2    | Rielero Rodríguez      | TKO  | 2 (6)   | 1972-05-24 | Culiacán, Sinaloa, México                                      |                                                                            |
| Derrota                                                                        | 1–2    | Mario Roman            | MD   | 6       | 1972-03-04 | México, D. F., México                                          |                                                                            |
| Victoria                                                                       | 1–1    | Jose Arias             | TKO  | 4 (6)   | 1972-01-01 | México, D. F., México                                          |                                                                            |
| Derrota                                                                        | 0–1    | Alfredo Castro         | KO   | 2 (4)   | 1971-11-14 | México, D. F., México                                          | Debut Profesional de Cuevas.                                               |